# 奧奇科托湖

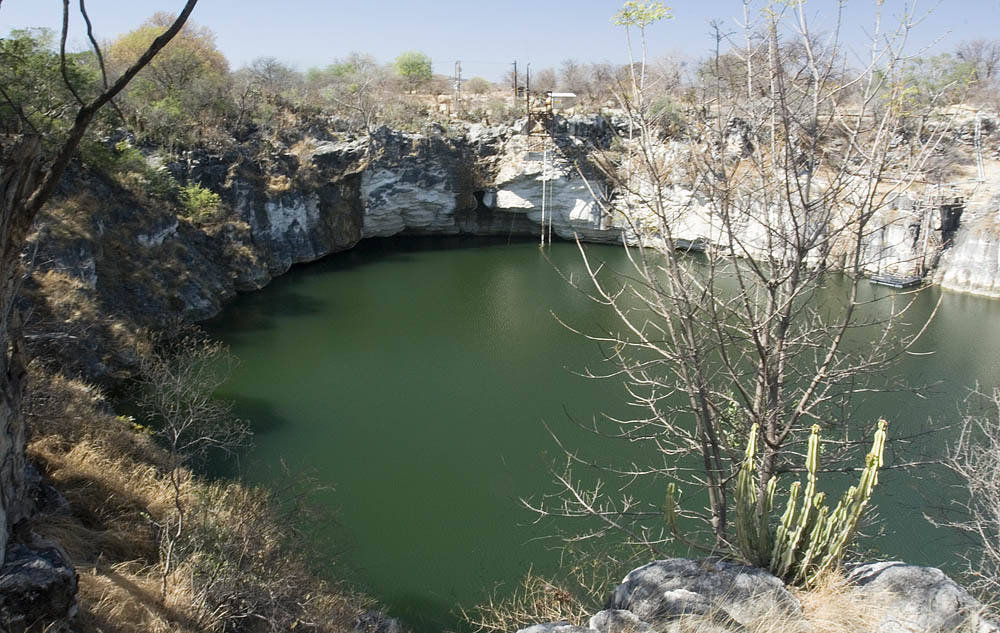

19°11′41″S 17°32′59″E / 19.19472°S 17.54972°E
奧奇科托湖（英語：Otjikoto Lake），是納米比亞的湖泊，位於該國北部，處於楚梅布西北面20公里，距離吉納斯湖15公里，面積0.51公頃，平均水深45米，最大水深58米。